# Успение Богородично (Покрован)
Вижте пояснителната страница за други значения на Успение Богородично.
„Успение Богородично“ е източнокатолическа църква в село Покрован, България, енорийски храм на Софийската епархия. Енорията в Покрован е единствената католическа структура в Родопския район.

## История на енорията
През 1860 г. населението на Покрован приема унията в стремежа си да запази българската си идентичност и отхвърли гръцкото духовенство. Така енорията в Покрован заедно с тази в град Малко Търново са едни от най-старите енории в страната. Част от жителите на селото приемат унията през 1861 г., процесът по присъединяването към католическата църква продължава до 1885 г. През 1863 г. от 90 християнски къщи в селото, 45 са униати, тогава започва и строежът на нова църква „Свети Василий“.
Бъдещият администратор на Тракийския апостолически викариат – Христофор Кондов е енорист и учител в селото от 1885 до 1892 г. По негово време е построена нова училищна сграда с осем стаи.
Балканските войни са едни от най-трагичните периоди в историята на енорията. През 1913 г. униатската махала „Свети Василий“ е опожарена заедно с училището и църквата. Голяма част от мъжете са затворени в училището и избити, а жените и децата са отвлечени в плен. След намесата на Великите сили, те биват върнати в опожареното си село.
Новата църква „Успение Богородично“ е построена в 1924 година и е осветена на 6 май 1939 година.
От 1937 г. сестрите евхаристинки имат манастир в енорията.
През 1952 г. е арестуван енорийският свещеник – отец Георги Митов, обвинен в диверсионна дейност и осъден на 10 години лишаване от свобода по „големия“ католически процес. Енорийският дом е конфискуван. През 1964 г. за енорист е назначен отец Велик Вичев (1923-1985). Отец Вичев събира документи и свидетелства за живота в енорията, които са включени в издадената през 2009 г. „Книга за село Покрован“.
През 2013 г. епископ Христо Пройков отслужва молебен по случай 100 години от трагичните събития, когато през 1913 г. башибозукът избива жителите и опожарява къщите на селото. За това понякога село Покрован е наричано „католическия Батак“. Като възпоменание от тези жестоки събития е монтирана паметна плоча.  Католическата фондация „Каритас“ се грижи за възрастните болни и самотни хора в енорията.

## История на храма
През 1924 г. е построена нова сграда на църквата. През 1937 г. в двора на църквата е построена сграда за сестрите евхаристинки, издигната е и камбанария. През 1939 г. църквата е осветена тържествено.
В църквата е в стил на православен храм. Статуите на Света Бернадета и плащеницата на Христос са канонически светини на католицизма. Храмът се стопанисва от отците успенци. На сграда на църквата е поставена паметна плоча за посещението на монсеньор Анджело Ронкали в енорията през 1925 г.
Храмов празник – 15 август.